# Alibiekgadży Emiejew
Alibiekgadży Zurkanajewicz Emiejew (ros. Алибекгаджи Зурканаевич Эмеев; ur. 22 sierpnia 1992) – rosyjski zapaśnik dagestańskiego pochodzenia, startujący w stylu wolnym. Drugi w Pucharze Świata w 2014. Trzeci na mistrzostwach Rosji w 2013 roku.